# مرا بنوش (آلبوم کوئینادرینا)
مرا بنوش (به انگلیسی: Drink Me) دومین آلبوم استودیویی از گروهٔ موسیقی آلترناتیو راک کوئینادرینا می‌باشد که در سال ۲۰۰۲ منتشر شد.